# ایتسورو کاوازاکی
ایتسورو کاوازاکی (انگلیسی: Itsuro Kawasaki؛ زادهٔ تاریخ ورودی نامعتبر است) فیلم‌نامه‌نویس، پویانما، کارگردان فیلم، تهیه‌کننده فیلم، و تهیه‌کننده تلویزیونی اهل ژاپن است.